# Portal Usme
El Portal Usme es una de las estaciones de cabecera del sistema de transporte masivo de Bogotá llamado TransMilenio inaugurado en el 2000.

## Ubicación
El portal se encuentra ubicado en el suroriente de la ciudad, específicamente en la Avenida Caracas al sur de la penitenciaría nacional de La Picota en el cruce de la prolongación de la Avenida Boyacá.
Se accede al portal mediante una entrada peatonal metros al sur de la calle 65C Sur
El Portal atiende la demanda de los barrios Porvenir, Barranquillita, Nuevo San Andrés, La Aurora y sus alrededores.

## Origen del nombre
La estación recibe su nombre por ser la estación de cabecera de la línea Caracas Sur de TransMilenio y por la localidad de Usme en la cual se encuentra ubicado.

## Historia
En agosto de 2001, unos meses después de la inauguración del sistema, fue inaugurado el Portal 
Usme, siendo así la segunda estación cabecera del sistema TransMilenio en ser puesta en funcionamiento.
El 31 de diciembre de 2001. La imprudencia de un conductor de un bus de Transporte Panamericano hizo que se presentara el primer fallecido en el sistema de TransMilenio. El accidente se registró llegando al portal Usme cuando el bus de transporte público invadió el carril de TransMilenio.
El 2 de febrero de 2002, la Policía frustró un atentado dinamitero contra este portal. Se decomisaron seis cilindros de bomba.
Tras una demanda interpuesta por un usuario, por la falta de acceso para discapacitados a los buses alimentadores, en el Portal Usme, se renovó toda la flotilla de buses alimentadores, el 25 de marzo de 2005. 
Desde el 1 de agosto de 2009, el Portal cuenta con una Bibloestación del programa BibloRed, esta se encuentra ubicada en el túnel junto a las escaleras de acceso. Es un espacio en el que los usuarios pueden consultar libros y participar de actividades gratuitas.
Aproximadamente desde 2013, el Portal cuenta con el Teatro Publio Martínez Ardila en las inmediaciones del patio taller, donde los buses del sistema se estacionan y reciben mantenimiento. Este teatro, con un aforo de 172 personas en su auditorio, ofrece regularmente funciones y presentaciones culturales gratuitas a la comunidad.

## Servicios del portal

### Servicios troncales
| Tipo                                            | Rutas al Norte  | Rutas al Occidente |                 |
| ----------------------------------------------- | --------------- | ------------------ | --------------- |
| Expresos todos los días todo el día             | B72 B75 M83     | K54                |                 |
| Expresos lunes a sábado todo el día             | D20             |                    |                 |
| Expresos lunes a viernes todo el día            | C17             |                    |                 |
| Expresos lunes a viernes hora pico de la mañana | J76             |                    |                 |
| Expresos sábados de 4:00 a. m. a 3:00 p. m.     | C17             |                    |                 |
| Rutas que finalizan el recorrido                |                 |                    |                 |
| Expresos todos los días todo el día             | H54 H72 H75 H83 | H54 H72 H75 H83    | H54 H72 H75 H83 |
| Expresos lunes a sábado todo el día             | H20             | H20                | H20             |
| Expresos lunes a viernes todo el día            | H17             | H17                | H17             |
| Expresos lunes a viernes hora pico de la tarde  | H76             | H76                | H76             |
| Expresos sábados de 5:00 a. m. a 3:00 p. m.     | H17             | H17                | H17             |

### Esquema
|                       |                       | Avenida Caracas |       |              |                   |          |                   |         |
| Sur →                 | Sur →                 | Sur →           | Túnel | Sur →        | Sur →             | Sur →    | Sur →             | Sur →   |
| Llegada alimentadores | Llegada alimentadores |                 | Túnel |              | 3-9               | 3-14H735 | 3-4               | 3-103-5 |
|                       |                       |                 | Túnel | Plataforma 1 |                   |          |                   |         |
| Llegada troncales     | C17                   |                 | Túnel |              | Llegada troncales | B72      | Llegada troncales | B75     |
| Sur →                 | Sur →                 | Sur →           | Túnel | Sur →        | Sur →             | Sur →    | Sur →             | Sur →   |
|                       |                       |                 | Túnel |              |                   |          |                   |         |
| Sur →                 | Sur →                 | Sur →           | Túnel | Sur →        | Sur →             | Sur →    | Sur →             | Sur →   |
| Llegada alimentadores | Llegada alimentadores |                 | Túnel |              | 3-12              | 3-8H729  | 3-113-13          | 3-23-3  |
|                       |                       |                 | Túnel | Plataforma 2 |                   |          |                   |         |
| Llegada troncales     | D20                   |                 | Túnel |              | Llegada troncales | J76M83   | Llegada troncales | K54     |
| Sur →                 |                       |                 |       |              |                   |          |                   |         |

### Servicios alimentadores
Asimismo funcionan las siguientes rutas alimentadoras:
- 3-2 circular al barrio Santa Librada
- 3-3 circular al barrio Chuniza
- 3-4 circular al barrio Alfonso López
- 3-5 circular al barrio Usminia
- 3-8 circular al barrio Virrey
- 3-9 circular al barrio Marichuela
- 3-10 circular a Usme Centro (antiguo pueblo de Usme)
- 3-11 circular al barrio La Fiscala
- 3-12 circular a los barrios La Esperanza Sur - El Bosque
- 3-13 circular al barrio Nebraska
- 3-14 circular al barrio El Uval

### Servicios urbanos
Así mismo funciona la siguiente ruta urbana:
- H729 circular al barrio La Aurora
- H735 circular al barrio El Uval

Así mismo funcionan las siguientes rutas urbanas del SITP en los costados externos a la estación, circulando por los carriles de tráfico mixto sobre la Avenida Caracas, con posibilidad de trasbordo usando la tarjeta TuLlave:
| Código | Sector               | Dirección                | Rutas                                            |
| ------ | -------------------- | ------------------------ | ------------------------------------------------ |
| 010A12 | H Ladrillera Santafé | Av. Caracas - CL 65 Sur  | A702A706A708A720A725B907G530H726K715K721L723 E44 |
| 010B12 | H C.C. Altavista     | Av. Caracas - CL 67A Sur | H710H711K700 614 TC30                            |

## Ubicación geográfica
| Noroeste: Usme | Norte: H Danubio | Nordeste: Usme |
| Oeste: Usme    |                  | Este: Usme     |
| Suroeste: Usme | Sur: Usme        | Sureste: Usme  |